# NGC 5980
NGC 5980 este o galaxie spirală situată în constelația Șarpele. A fost descoperită în 19 martie 1787 de către William Herschel. Se află la o distanță de 48,31 de megaparseci de Pământ.